# Пам'ятник свині (Ромни)
Пам'ятник свині в місті Ромни — перший в Україні і східній Європі і на той час четвертий у світі пам'ятник цій тварині.

## Історія
Саме на цьому місці давньоруського городища були знайдені численні поклади кісток, археологи дійшли висновку що свині яких монголи через релігію не вживали в їжу (тому і не відбирали у місцевого населення) врятували народ від голодної смерті.[джерело?]